# Middle Fork Township (comté de Macon, Missouri)
Pour les articles homonymes, voir Middle Fork Township.
Middle Fork Township est un ancien township, situé dans le comté de Macon, dans le Missouri, aux États-Unis,.
Le township est baptisé en référence au bras du milieu (en anglais : middle fork) de la Salt River, qui s'écoule sur ses terres.

### Source de la traduction
- (en) Cet article est partiellement ou en totalité issu de l’article de Wikipédia en anglais intitulé « Middle Fork Township, Macon County, Missouri » (voir la liste des auteurs).